# 아그니 2

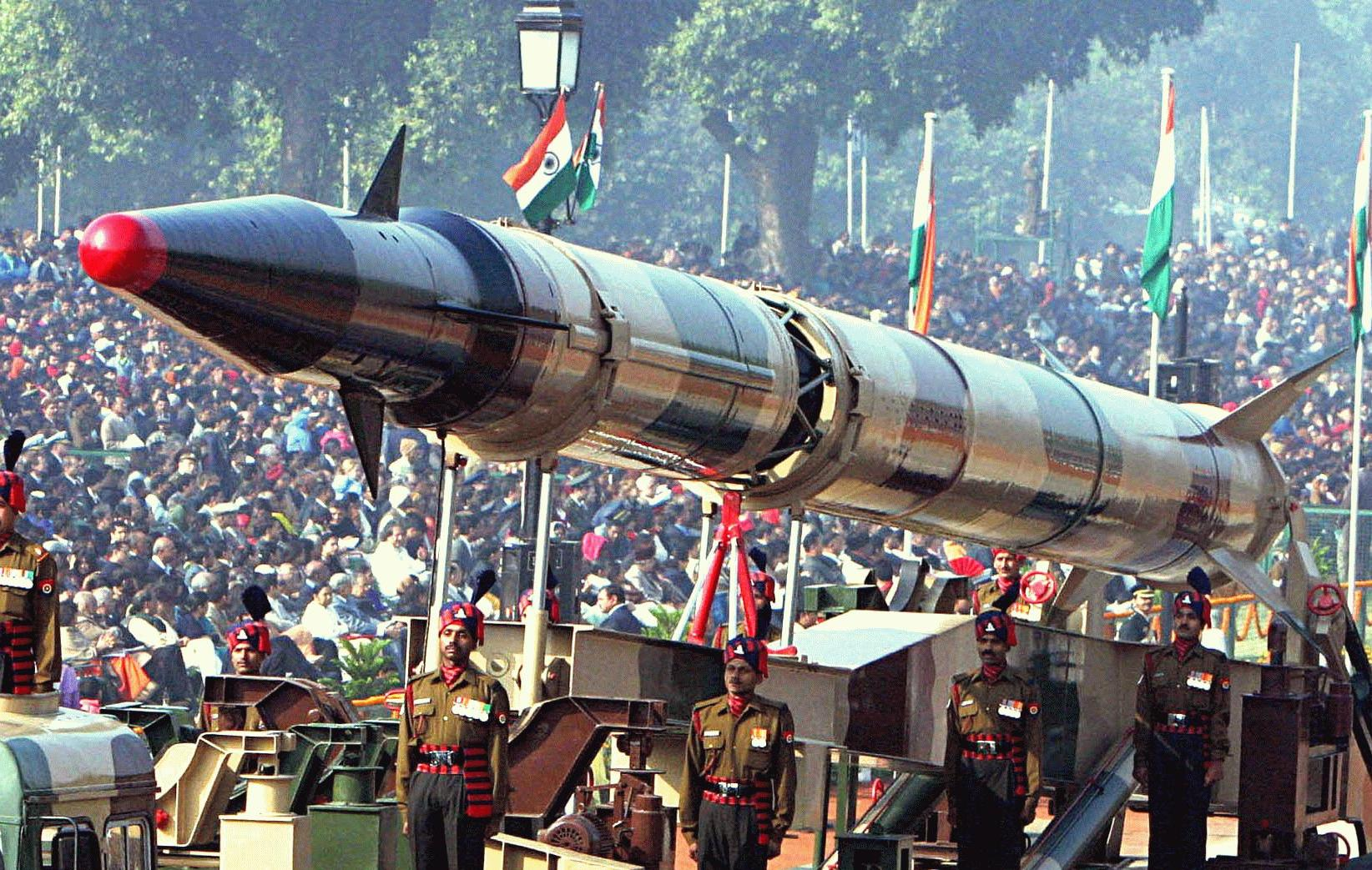
아그니 2 미사일

아그니 2(Agni-II)는 인도의 2단 고체연료 준중거리 탄도 미사일(MRBM)이다.

## 역사
1999년 4월 11일 최초 시험발사했다. 2000 km를 비행해 벵갈만에 떨어졌다. 궤도를 보면 최대 사거리 3000 km로 분석되었다.
3,000 km 사거리에 탄두중량 1,000 kg, 대기권 재돌입체 250 kg, 탄두 750 kg으로 분석된다.
탄두부에 카나드가 부착되어 있는 것으로 보아 MaRV 탄두로 보인다.
- 아그니 1, 무게 12톤, 1단 고체연료, 사거리 1,250 km
- 아그니 2, 무게 16톤, 2단 고체연료, 사거리 3,000 km
- 아그니 3, 무게 44톤, 2단 고체연료, 사거리 5,500 km
- 아그니 4, 무게 17톤, 2단 고체연료, 사거리 4,000 km
- 아그니 5, 무게 50톤, 3단 고체연료, 사거리 8,000 km
- 아그니 6, 무게 70톤, 4단 고체연료, 사거리 12,000 km

## 같이 보기
- 인도의 대량살상무기
- 핵무기 목록
- 핵무기 보유국